# Saint-Estève-Janson
Saint-Estève-Janson ist eine französische Gemeinde mit 364 Einwohnern (Stand 1. Januar 2022) im Département Bouches-du-Rhône in der Region Provence-Alpes-Côte d’Azur.

## Geografie
Saint-Estève-Janson liegt an der Durance, 22 Kilometer nordwestlich von Aix-en-Provence.

## Sehenswürdigkeiten

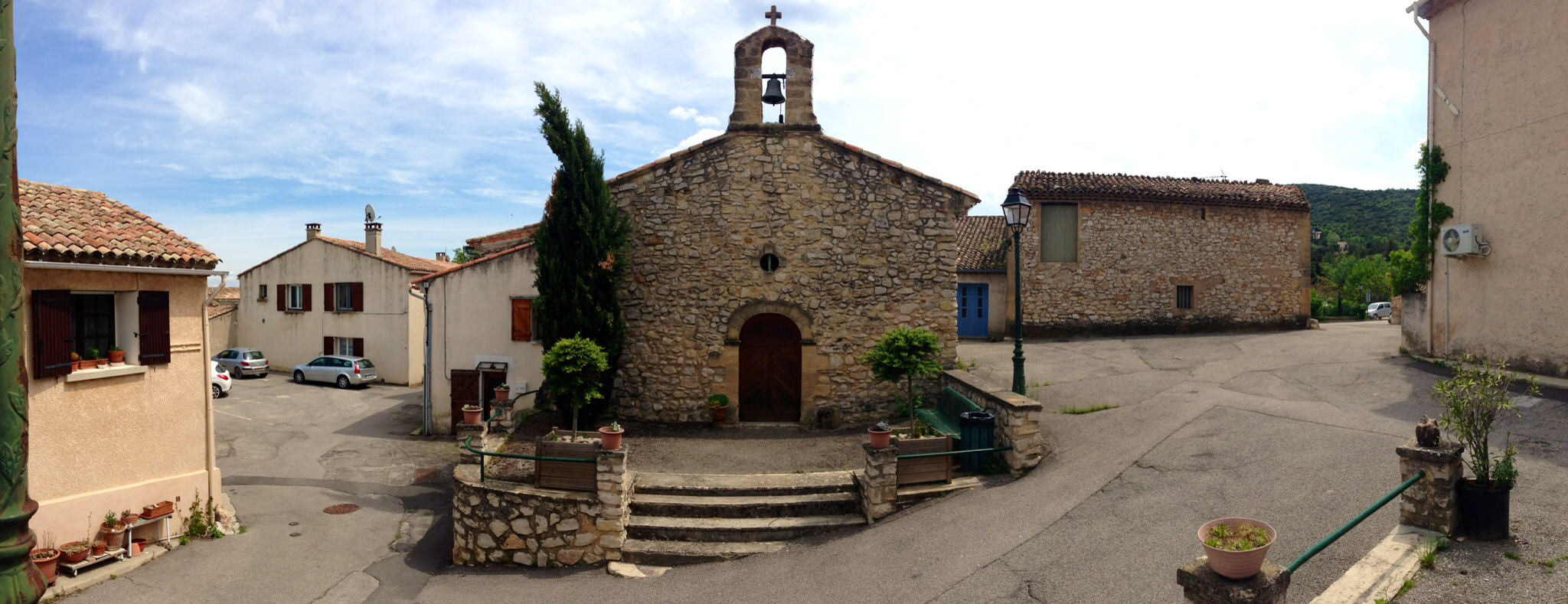
Kapelle Saint-Estève

- Überreste der Burg
- Kapelle im Ortszentrum

## Verkehrsanbindung
In einigen Kilometern Entfernung befindet sich die Auffahrt zur A51, die den Ort mit Aix-en-Provence verbindet.

## Bevölkerungsentwicklung
| Jahr      | 1962 | 1968 | 1975 | 1982 | 1990 | 1999 | 2008 | 2018 |
| Einwohner | 137  | 117  | 130  | 202  | 234  | 302  | 339  | 380  |